# Колима (штат)
Коли́ма (исп. Colima; испанское произношение: [koˈlima]), полное официальное название: Свободный и Суверенный штат Колима (исп. Estado Libre y Soberano de Colima) — штат в Мексике. Административный центр штата — город Колима.

## Этимология
Название Colima заимствовано у вулкана, которое с языка науатль можно перевести как: место управляемое предками или место старого бога огня.

## География
Территория штата составляет 5627 км² (всего около 0,3 % от площади Мексики). Граничит со штатами Халиско и Мичоакан, на юго-западе омывается водами Тихого океана. В состав штата входит архипелаг Ревилья-Хихедо, включающий острова Сокорро, Сан-Бенедикто, Кларион и Рока Партида. Высота штата над уровнем моря варьируется от 0 м до 3839 м. Высшая точка — вулкан Колима (самый активный вулкан Мексики, с конца XVI века извергался более 40 раз). Длина побережья — всего 139 км, включает в себя несколько лагун (например, в лагуне Куютлан добывается соль).
Климат региона характеризуется как жаркий и влажный, средние температуры меняются от + 24 … 26 °С на побережье, до + 20 … 22 °С на возвышенностях. Естественная география делит штат на северную и южную области. Север, ввиду высокогорности, имеет прохладный климат. На юге — жарче.
Острова Ревилья-Хихедо, имеющие вулканическое происхождение растянулись на 400 км. Всего площадь островов 205 км². На севере штата протянулись горные хребты Восточной Сьерра-Мадре. Часты землетрясения. Главные реки штата включают Сиуатлан, которая формирует границу с Халиско на западе, Армерия, которая спускается с Сьерра-де-Какома и пересекает штат с севера на юг в Тихий океан, и река Коауайяна. На территории штата есть различные озёра и лагуны: Каррисалильо, Лас-Куатас, Эль-Хабали, Эль-Калабосо, Ла-Мария и Ла-Эскондида.
Леса занимают около 35 % от площади штата.

## История

### Доиспанское время
Штат был родиной для целого ряда доиспанских культур Западной Мексики. Археологические доказательства пребывания человека здесь датируются ещё 1500 до н. э. Остатки культур найдены в Сан-Лоренсо на побережье залива и Тлатилько в долине Мехико. Один период развития района называется Эпоха Лос-Ортисес, которая началась около 500 года до н. э. Люди этой эпохи уже знали керамическое производство. Следующий этап называется Комала, и охватывает период, примерно, с 100 до 600 годов н. э. Место Комалы находилось под влиянием Теотиуакана. Другое место под названием Армерия, на берегах одноимённой реки получило развитие около 500 года н. э. Место Чанала было активно с VI по XV века и было основной культурой области Колимы. Существуют другие места, указывающие на высокую культуру здешних обитателей доиспанского периода.
Примерно в 559 году было основано царство народов отоми и ацтеков со столицей в Кахитлане во главе с верховным вождём — tlatoani. В начале XVI века пурепечи вторглись на территорию текос и добрались до солёных полей Цакоалько. Однако, вождь по имени Колимотль или Кольиман разбил пурепечей в войне за солончаки. Текос завоевали Саюлу, Сапотлан и Амунлу, что сделало их доминирующими в этой части штата.

### Испанское время
После завоевания ацтеков и пурепечей, испанцы вторглись в пределы Колимы. Первое вторжение в область произошло под командованием Хуана Родригеса де Вильяфуэрте в 1522 году, но было отражено туземцами Долины Текоман. Тогда Эрнан Кортес послал Гонсало де Сандоваля разгромить народ текос, что он и сделал у Пасо-де-Алима и Паленке-де-Текомана. В 1523 году Сандоваль основал первое испанское поселение в долине Колима и назвал его Кахитлан. В 1527 году Франсиско Кортес перенёс поселение в то место, где сейчас находится город Колима.
Архипелаг Ревилья-Хихедо был открыт в 1533 году Эрнандо де Грихальвой. Первый порт штата — Цалауа, играл важную роль в течение испанского правления — как оборонительный рубеж и торговый центр. После завоевания территории испанцами, численность коренного населения резко сократилась. Некоторые оценки дают такие цифры: 150 000 человек в 1523 году и 15 000 человек в 1554. Это сокращение привело к тому, что испанцы, для работ на шахтах и плантациях, стали ввозить рабов из Африки и из соседних регионов Новой Испании.
Католической церковью, в частности францисканскими монахами, была проведена евангелизация местного населения. В 1554 году был открыт первый монастырь San Francisco de Coliman. Порт Мансанильо, тогда называвшийся Сантьяго-де-Буэна-Эсперанса, играл большую роль в экспедициях на север, заказанных Эрнаном Кортесом, что привело к открытию Калифорний. Франсиско Кортес намеревался завоевать области далее на север.
Позже порт стал мишенью для пиратов, таких как Фрэнсис Дрейк и Томас Кэвендиш, которые были остановлены здесь. Последнее крупное сражение с пиратами здесь произошло в 1615 году, когда капитан Себастьян Вискаино оборонял порт против голландского пирата Йориса ван Спайльбергена.
С созданием провинции Новая Галисия в 1531 году Колима вошла в её состав. В 1550 году Колима потеряла провинции Аутлан и Амула. К концу XVI века она потеряла регион Мотинес, а в XIX веке — Силотлан. С начала колониального периода Колима была провинцией Новой Испании. В 1789 году приход Колимы был включен в состав епархии Гвадалахара. В 1796 году Колима была преобразована в суб-делегацию провинции Гвадалахара.
В испанское время здесь началось производство «кокосового вина» путём перегонки пальмовых плодов и кокосовых орехов. В XVI веке было введено культивирование какао, наряду с кокосовыми орехами, сахарным тростником и хлопком. Позднее было начато производство риса, индиго и ванили.
В начале XIX века торговый порт Мансанильо был открыт для внутреннего и международного движения в течение короткого времени. С началом Мексиканской войны за независимость, испанские власти арестовали главу индейской общины наряду с подозреваемыми в подготовке мятежа в октябре 1810 года. И это несмотря на то, что ацтеки были против повстанцев, их обвинили во враждебности королю и в подготовке планов уничтожения церкви. Одним из обвиняемых был Хосе Антонио Диас — священник прихода Альмолоян и друг Мигеля Идальго. Позже он присоединится к повстанческой армии. В конце 1810 года Колима была взята без боя повстанцами во главе с Хосе Антонио Торресом, однако в 1811 году возвращена армии роялистов. В том же году у Лос-Льянос-де-Санта-Хуана королевские войска разбили отряды инсургентов во главе с Хосе Калисто Мартинесом. Повстанцы под командованием Игнасио Сандоваля и Мигеля Гальяги снова заняли город в 1812 году. В 1813 город снова оказался в руках роялистов, а жители присягнули на верность монархической конституции.

### Время независимости
В 1821 году в Колиме был провозглашён План Игуала, который предусматривал независимость Мексики. Колима оставалась суб-делегацией Гвадалахары. В 1824 году, после введения республиканской федеральной конституции, Колима с окрестностями была провозглашена Федеральной территорией Мексики во главе с политическим главой. С 1837 по 1846 годы Колима была интегрирована в состав штата Мичоакан.
Либералы добились в 1856 году статуса штата для Колимы, и в 1857 году новый штат был учреждён. Была принята первая конституция Колимы и выбран первый губернатор — Мануэль Альварес Самора.
Во время Войны за Реформу 1858 года Колима служила временной столицей либерального правительства Бенито Хуареса. В 1861 году острова Ревилья-Хихедо были включены в состав штата.
В 1864 году французские войска, во время своего вторжения в Мексику, вошли в Колиму, распустили Конгресс штата, и в 1865 году Колима была преобразована в департамент. В 1867 году республиканские войска под командованием Рамона Короны заняли город снова. Колима, после этого, снова была преобразована в штат. В 1881 году она стала независимой от Епархии Гвадалахары.
Вторая половина XIX века стала свидетелем появления текстильной промышленности. Были построены фабрики в Ла-Армонии, Ла-Атревиде и Сан-Кайетано. В 1869 году был построен телеграф. Новой линией были соединены столица с портом Мансанильо. Кроме того, с 1883 году была построена телефонная линия. В 1889 году между двумя городами началось железнодорожное движение, а в 1892 году в Колиме началось трамвайное движение. Время «порфириата» в Колиме отмечено значительной стабильностью и ростом экономики.
Во время Мексиканской революции, в штате не было крупных сражений, однако, происходили локальные столкновения. В 1911 году войска, верные Франсиско Мадеро вошли в Колиму, и приостановили работу Конгресса. Начался затяжной период политической и экономической нестабильности. В 1920-х продолжалось вмешательства в работу администрации штата из федерального центра. Был принят ряд законов по реформированию образования, медицинского обслуживания и др.
В середине XX века текстильное производство начало сворачиваться, и основой экономики стало сельское хозяйство. Штат стал одним из основных производителем лайма. В 1927 году к власти в Колиме пришла право-социалистическая Институционно-Революционная партия (PRI), кандидат от которой Лауреано Сервантес был избран новым губернатором. В 1942 году основан Народный Университет Колимы.
В конце XX века штат Колима стал одним высокоразвитых регионов в стране. Улучшилась инфраструктура. Были построены новые и усовершенствованы старые дороги, модернизирован порт в Мансанильо, увеличивались темпы строительства жилья, объектов соцкультбыта, предприятий пищевой промышленности и т. д.
21 января 2003 года в штате произошло сильной землетрясение мощностью 7,6 баллов. По крайней мере, 29 человек погибли, 300 получили ранения, около 10 000 остались без крова, 2 005 зданий оказались разрушенными, 6 615 получили повреждения. Значительные разрушения отмечались в городах Колима и Текоман. Некоторые разрушения были отмечены и в соседних штатах Халиско и Мичоакан.
В 2010-х в Колиме началась борьба с наркоторговлей. Правопорядок в штате обеспечивается Министерством общественной безопасности штата Колима. За первый квартал 2011 года было зарегистрировано 52 убийства, связанных с организованной преступностью. В политическом плане, после вступления в силу конституции 1917 года и победы на выборах губернатора кандидата от партии PRI, её монополия на власть ни одной из политических партий нарушена не была, вплоть до 2021 года, когда к власти пришла партия MORENA.

## Население
На 2010 год население штата составляет 650 555 человек, что всего около 0,6 % от населения Мексики. Около 89 % населения живёт в городах. Более 95 % населения исповедуют католицизм. Доля индейского населения крайне мала, всего около 0,7 % населения Колимы говорят на индейских языках. Более 91 % населения в возрасте старше 15 лет грамотно.
По данным переписи 2020 года, численность населения составила 731 391 человек.
Крупнейшие города:
- Колима — 137 383 чел.
- Мансанильо — 130 035 чел.
- Вилла-де-Альврес — 117 600 чел.
- Текоман — 85 689 чел.

## Административное деление

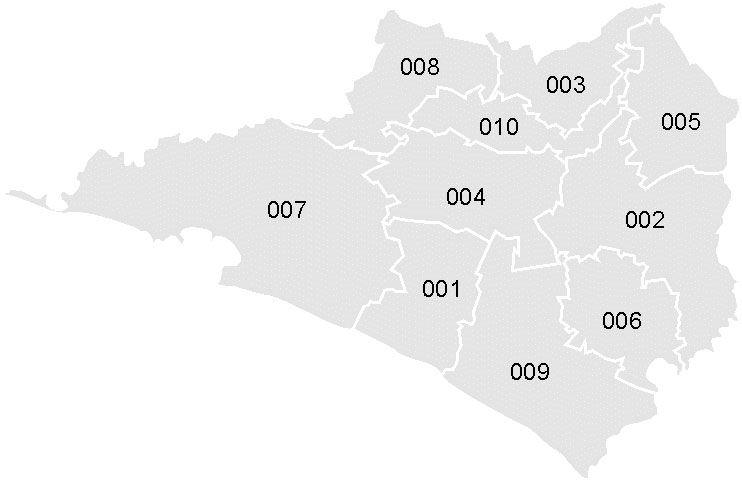
Административная карта штата Колима

В административном отношении делится на 10 муниципалитетов:

## Экономика
По социально-экономическим показателям штат занимает одно из первых мест в Мексике: около 96 % населения имеют проточную воду, 82 % имеют канализацию, 98 % имеют электричество. ВВП штата на 2009 год составил 43 370 725 000 песо. Уровень бзработицы сравнительно низкий по сравнению с другими регионами Мексики.
Доля людей, занятых в сельском хозяйстве довольно мала. Основные с/х продукты включают: лаймы, кокосы, бананы, манго и другие фрукты. Штат — крупнейший в Мексике производитель лаймов. Кроме того выращивают такие культуры как кукуруза, рис, сорго, томаты, перец чили, кофе, дыни и др. Пахотные земли составляют около 27 % от площади Колимы, ещё около 28 % занимают пастбища.
В прибрежных районах важное место в экономике занимает рыболовство и туризм. Горнодобывающая отрасль, строительство и коммунальные услуги занимают 18,5 % занятости. В штате добывается железо (в Пенья Колорада — крупнейшее месторождение в стране). Туризм является важной отраслью экономики страны. Здесь популярны водные виды спорта, а также штат славится своими прекрасными пляжами.

### Транспорт
Крупнейший транспортный центр региона — порт Мансанильо. Имеются 2 аэропорта: Playa de Oro International Airport (в Мансанильо) и Lic. Miguel de la Madrid Airport (в Колима). По территории штата проходит 191,5 км железных дорог. Сеть автомобильных дорог составляет 1 424,5 км, из которых 686,9 км — с покрытием. Главные дороги связывают города Колима и Мансанильо с Гвадалахарой.

## Герб
Герб штата представляет собой серебряный щит с червлёной каймой. В центре щита изображен индейский (майя) иероглиф изображающий согнутую в локте руку, выходящую из вод. Происхождение этого знака трудно установить. Возможно, оно вытекает из ацтекских слов colli и maitl, что можно перевести как «место в руках предков». Снизу щит обрамляют символы флоры и фауны штата — ягуары, змеи, цветы, морские раковины. Покоится щит на вулкане Колима, перед которым изображена пальма. Щит венчает рыцарский серебряный щит. Штат Колима не имеет официально утверждённого флага. Часто используется белое полотнище с изображением герба в центре.

## Фотогалерея
| - Международный аэропорт Плая-дель-Оро - Вид на вулкан Колима - Археологическая зона Ла-Кампана - Pseudoleptodeira latifasciata |